# Saliha Dilașub
Saliha Dilașub (n. 1627 - d. 4 decembrie 1689) a fost cea de a doua concubină Haseki Sultan a sultanului Ibrahim I și mama sultanului Suleiman al II-lea.
Originile ei sunt neclare, însă se zvonește că provenea dintr-o familie nobiliară sârbească, fiind botezată Katarina. A fost descrisă ca fiind o femeie supusă, cu un caracter simplu și modest, lipsită de ambiții înalte, fapt pentru care Kösem Sultan a dorit să o promoveze ca sultană-mamă în haremul  Palatului Topkapî. A fost însă nevoie de 36 ani de așteptare pentru ca acest vis al sultanei Kösem să devină realitate. Cu toate acestea, Dilașub nu a fost una din femeile cu adevărat importante din epoca Sultanatului Femeilor, aceasta luând sfârșit cu patru ani în urmă, în 1683.
Saliha Dilașub a decedat în 1689, la Palatul Topkapî și este înmormântată în mausoleul sultanului Soliman Magnificul de la Moscheea Suleymaniye din Istanbul.